# Castellvell del Camp
Castellvell del Camp è un comune spagnolo di 1 537 abitanti situato nella comunità autonoma della Catalogna.